# 錫尼 (密歇根州)
錫尼（英語：Seney）是位於美國密歇根州斯庫克拉夫特縣錫尼鎮區的一個非建制地區。

## 地理
錫尼所處的海拔為高於海平面224米（即735英呎），而該地所採用的時區為UTC-5，即北美东部時區（EST）。同時該地設有夏令時間，為UTC-5調快一小時，即UTC-4（EDT）。